# Wörterbuch der Mythologie
Das Wörterbuch der Mythologie ist ein seit 1965 im Stuttgarter Klett-Cotta Verlag erscheinendes Handbuch und Lexikon zur Mythologie.
Herausgeber des Werkes waren Egidius Schmalzriedt und Hans Wilhelm Haussig.

## Konzeption
Im Rahmen des „Wörterbuchs der Mythologie“ wird der Begriff „Mythos“ in einem weiten Sinn verstanden als jegliche „Vergegenständlichung theologischer Aussage[n]“, wodurch er als zentrales Element aller Religionen erscheint. Über seinen religionsgeschichtlichen und literarischen Wert hinaus wird ihm allerdings auch eine allgemeine historische Bedeutung zugeschrieben als Widerspiegelung geschichtlicher Entwicklungen sowie gleichzeitig als treibende Kraft für diese. Das Wörterbuch der Mythologie strebt aber keine umfassende Analyse dieser Phänomene im Rahmen der vergleichenden Religionswissenschaft an, sondern die „schlichte Erfassung des [mythologischen] Materials aus den verschiedenen Regionen [der Erde] angesichts der heutigen Spezialisierung“. Dabei wurde der systematisierende Zugriff eines Wörterbuches anstelle des Versuchs einer Nacherzählung gewählt, zumal viele der behandelten Mythen aufgrund der schlechten Quellenlage nicht mehr in ihrem inhaltlichen, nacherzählbaren Zusammenhang bekannt sind.
Bei vielen der aufgenommenen Kulturkreise handelte beziehungsweise handelt es sich zum Erscheinungszeitpunkt der entsprechenden Bände noch um sehr junge Forschungsfelder, sodass dort keine abgesicherten Forschungsergebnisse präsentiert werden, sondern im Rahmen des Wörterbuchs Grundlagenarbeit geleistet oder erstmals zusammengefasst wird. Solche Beiträge sind vergleichsweise ausführlich, wohingegen bereits gut erforschte und relativ bekannte Mythologien auf knapperem Raum dargestellt sind.

## Aufbau
Zur Gliederung des Stoffes behandeln die bisher erschienenen sechs Bände die Mythologie jeweils eines großen Kulturkreises, innerhalb dessen sich verstärkt gegenseitige Beeinflussungen mythologischer Vorstellungen feststellen lassen. Jeder Band besteht aus mehreren Kapiteln, die jeweils die mythologischen Vorstellungen einer Religion beziehungsweise eines Volkes dieses Kulturkreises behandeln. Die Kapitel bestehen ihrerseits aus einer systematischen Einleitung, welche auch die allgemeine Geschichte des behandelten Raumes kurz umreißt, und einem alphabetisch gegliederten lexikalischen Teil, der sowohl (Götter- und Personen-)Namen als auch sonstige Begriffe der Mythologie umfasst. Die Texte stammen zumeist von ausgewiesenen Experten der jeweiligen Thematik, so gehören Dietz-Otto Edzard, Wolfgang Röllig und Wolfgang Helck zu den Autoren des Wörterbuchs. Querverweise innerhalb der einzelnen Kapitel, der alphabetische Aufbau des lexikalischen Teils sowie Bandregister sollen den Zugriff auf Einzelfragen und die Herstellung von Querverbindungen erleichtern. Die Literaturangaben, Abbildungen und Karten sind eher knapp bemessen, sollen aber einen grundlegenden Überblick über das entsprechende Thema verschaffen. Von den genannten Grundmerkmalen abgesehen, sind die Kapitel vergleichsweise heterogen und durch die jeweiligen Autoren gestaltet. Den einzelnen Bänden ist jeweils eine Einleitung des Herausgebers vorangestellt.
Der Anspruch der Gesamtwerkes ist, eine Übersicht zu schaffen über die mythologischen Traditionen aller Gebiete der Welt. Bislang sind lediglich Bände der ersten Abteilung („Die alten Kulturvölker“) erschienen, die sich im einzelnen beschäftigen mit dem Alten Orient (inklusive Ägypten), dem „Alten Europa“, den kaukasischen und iranischen Völkern, dem indischen Subkontinent, Ostasien sowie Zentralasien und Nordeurasien. Noch nicht erschienen, aber als Band 3 der ersten Abteilung eingeplant ist ein Werk zu „Göttern und Mythen der Griechen und Römer“. Ein Band zu den Mythen Altamerikas ist als Teil des Gesamtwerkes ebenfalls eingeplant. Die Beiträge zu diversen kleineren Mythologien, denen eine geringere kultur- und geistesgeschichtliche Bedeutung zugeschrieben wird, sollen gesammelt in einem Supplementband zur ersten Abteilung vorgelegt werden. Die 1965 formulierte Konzeption des Wörterbuches der Mythologie sieht daneben weitere Abteilungen des Gesamtwerks zur Mythologie der gegenwärtigen Weltreligionen wie Christentum, Judentum und Islam sowie zu den mythologischen Vorstellungen von Sekten und Geheimwissenschaften vor.

## Übersicht über die erschienenen Bände
Die untenstehende Übersicht bezieht sich auf die Erste Abteilung: Die alten Kulturvölker des Werks.
Bibliographische Angaben zu den weiteren geplanten Abteilungen liegen nicht vor.
Band 1: Götter und Mythen im Vorderen Orient

1965, eingeschränkte Vorschau in der Google-Buchsuche
- Dietz-Otto Edzard: Mesopotamien. Die Mythologie der Sumerer und Akkader
- Einar von Schuler: Kleinasien. Die Mythologie der Hethiter und Hurriter
- Marvin H. Pop, Wolfgang Röllig: Syrien. Die Mythologie der Ugariter und Phönizier
- Wolfgang Helck: Ägypten. Die Mythologie der alten Ägypter
- Maria Höfner: Die Stammesgruppen Nord- und Zentralarabiens in vorislamischer Zeit
- Maria Höfner: Südarabien
- Maria Höfner: Die Semiten Äthiopiens

Band 2: Götter und Mythen im Alten Europa

1973, ISBN 3-12-909820-8, eingeschränkte Vorschau in der Google-Buchsuche.
- Edward Neumann, Helmut Voigt: Germanische Mythologie
- Raymond Lantier: Keltische Mythologie
- Norbert Reiter: Mythologie der alten Slaven
- Michael de Ferdinandy: Die Mythologie der Ungarn
- Lauri Honko: Finnische Mythologie
- Jonas Balys, Haralds Biezais: Baltische Mythologie
- Maximilian Lambertz, Klaus-Henning Schröder: Die Mythologie der Albaner
- José Miguel de Barandiarán: Die baskische Mythologie
- Werner Vycichl: Die Mythologie der Berber
- José-Maria Blásquez: Die Mythologie der Althispanier

Band 3: Götter und Mythen der Griechen und Römer (in Vorbereitung)
Band 4: Götter und Mythen der kaukasischen und iranischen Völker

1986, ISBN 3-12-909840-2, eingeschränkte Vorschau in der Google-Buchsuche.
- Georges Dumézil: Mythologie der kaukasischen Völker
- Kegham Ishkol-Kerovpian: Mythologie der vorchristlichen Armenier
- Carsten Colpe: Altiranische und zoroastrische Mythologie
- Josef Elfenbein: Mythologie der Balutschen

Band 5: Götter und Mythen des indischen Subkontinents

1984, ISBN 3-12-909850-X, eingeschränkte Vorschau in der Google-Buchsuche.
- Volker Moeller: Die Mythologie der vedischen Religion und des Hinduismus
- Jozef Deleu: Die Mythologie des Jinismus
- Günter Grönbold: Die Mythologie des indischen Buddhismus
- Heinz Bechert: Mythologie der singhalesischen Volksreligion
- Martin Pfeiffer: Mythologie der indischen Primitivvölker
- Hermann Berger: Mythologie der Zigeuner
- Kamil V. Zvelebil: Mythologie der Tamilen und anderer drawidisch sprechenden Völker

Band 6: Götter und Mythen in Ostasien

1994, ISBN 3-12-909860-7, eingeschränkte Vorschau in der Google-Buchsuche.
- Herbert Zachert: Die Mythologie der Shinto
- Hans A. Dettmer: Die Mythologie der Ainu
- Erika Kaneko: Die Mythologie der ethnischen Minderheiten Taiwans (Anhang: Götter und Mythen der Yami)
- Inez de Beauclair, Erika Kaneko: Anhang: Götter und Mythen der Yami
- Frits Vos: Die Mythologie der Koreaner
- Franz Josef Meier: Die Mythologie des chinesischen Buddhismus
- Franciscus Verellen: Die Mythologie des Taoismus

Band 7/I: Mythen in Zentralasien und Nordeurasien

1999, ISBN 3-12-909870-4, eingeschränkte Vorschau in der Google-Buchsuche.
- Käthe Uray-Köhalmi: Mythologie der mandschu-tungischen Völker
- Jean-Paul Roux: Die alttürkische Mythologie
- Pertev N. Boratav: Türkische Mythologie
- Edith Vértes: Mythologie der Uralier Sibiriens

Band 7/II: Mythen in Zentralasien und Nordeurasien II

1998, eingeschränkte Vorschau in der Google-Buchsuche.
- Juha Pentikäinen: Die lappische (saamische) Mythologie
- Per Kvaerne: Die Mythologie der Bon-Religion und der tibetischen Volksreligion
- Agnes Birtalan: Die Mythologie der mongolischen Volksreligion
- Karénina Kollmar-Paulenz: Die Mythologie des tibetischen und mongolischen Buddhismus